# Gundula Hahn
Gundula Hahn, verheiratete Gundula Laabs (* 16. Februar 1975 in Berlin) ist eine ehemalige deutsche Basketballspielerin.

## Laufbahn
Hahn kommt wie ihre jüngere Schwester Christina Hahn aus der Jugend des TuS Lichterfelde. 1992 wechselte sie zum MTV Wolfenbüttel in die Bundesliga und blieb dort bis 1997. Mit Wolfenbüttel war sie mehrmals in Europapokalwettbewerben vertreten: Im Ronchetti Cup der Saison 1996/97 war sie mit 17,3 Punkten je Begegnung beste MTV-Korbschützin. In den Jahren 1994 und 1995 kam sie auf insgesamt fünf Einsätze mit der deutschen A-Nationalmannschaft. 1997/98 spielte sie beim SV Halle in der Bundesliga.
In der Saison 1998/99 gehörte sie zum Aufgebot der Buffalo University in den USA sowie anschließend der Webber International University (Bundesstaat Florida). Nach ihrer Rückkehr nach Deutschland spielte Hahn ab Dezember 2001 für den Bundesligisten SC Rist Wedel. Neben den Ligaspielen kamen Europapokaleinsätze mit Wedel hinzu.
Ab der Saison 2004/05 war sie in Wedel Co-Trainerin der Damenmannschaft und später in der zweiten und ersten Regionalliga Cheftrainerin des Teams. Sie führte die Mannschaft 2014 zum sportlichen Aufstieg in die 2. Bundesliga, der aber nicht wahrgenommen wurde. 2007 wurde sie Beraterin der Basketballabteilung des TSV Sprötze in Buchholz in der Nordheide. Zudem trainierte sie bei Rist Wedel die Mädchen in der Weiblichen-Nachwuchs-Basketball-Bundesliga (WNBL), fungierte als Jugendkoordinatorin und als Trainerin weiterer Jugendmannschaften, darunter ab 2022 als Assistenztrainer in der Jugend-Basketball-Bundesliga.
Beim Deutschen Basketball Bund (DBB) betreute sie 2010 die weibliche U17-Nationalmannschaft in der Basketball-Variante „3-gegen-3“ bei den Olympischen Jugendspielen und wurde Mitglied der Lehr- und Trainerkommission des DBB.